# サン島
サン島またはイル＝ド＝サン （サンとう、Île de Sein、ブルトン語: Enez-Sun）は、フランス、ブルターニュ地域圏、フィニステール県の島。本土のラ岬より5km離れており、間にはラ水道がある。サン島は、周辺の小島を含めて一つのコミューン(イル＝ド＝サン)を形成する。
17世紀にルイ14世は、サン島に言及してこの島は怒れるイロワーズ海にあり島民は窮乏のうちにあると述べている。今日でもサン島が荒波と嵐に対峙していることは変わっていない。

## 地理
サン島はラ岬のほぼ5km西にある。この島は尾根状の岩礁の一部であり、この岩礁は海面下で外洋に向けて25キロメートルにわたって延びChaussée de Sein(サン暗礁)と呼ばれる暗礁地帯を形成している。サン暗礁はサン島のアル＝マン灯台の先で一旦途切れている。
サン島はおよそ2kmに渡って広がる逆S字型をしており、中央部分の幅は50m程度と狭い。島の東部は全島民が集中する港と町に占められ、西端にはサン島の大灯台がある。
沿岸の大部分は小石と砂の海岸であり、嵐に対してもろい護岸状況である。島の浸食を避けるために防波堤が建設されている。
島の面積は0.5km2ほどで、標高は低く(平均約1.5m)、樹木に乏しい。嵐による浸水を幾度も経験している（1830年、1868年、1897年の嵐はとりわけ強力で、波にさらわれないために屋根の上に避難したということが島民の間に伝えられている）。
広範囲かつ極めて危険な岩礁帯の中に位置する。Chaussée de Sein(サン暗礁)を流れる海流は6ノットを越える速さとなり、海面は荒れやすい。イギリス海峡と大西洋間の主要な商業航路に近いことから、島は岩礁で座礁した難破船を何度も目撃してきた。19世紀には有名となったアル＝マン灯台を初めとして一連の灯台が島周辺に建設された。
船乗りの古い言い伝えにはブルターニュ沿岸、特にサン島の危険を伝えるものが知られている：
島と本土はオディエルヌ発着の定期航路で結ばれ、その他に観光シーズンだけ開かれる航路がある。

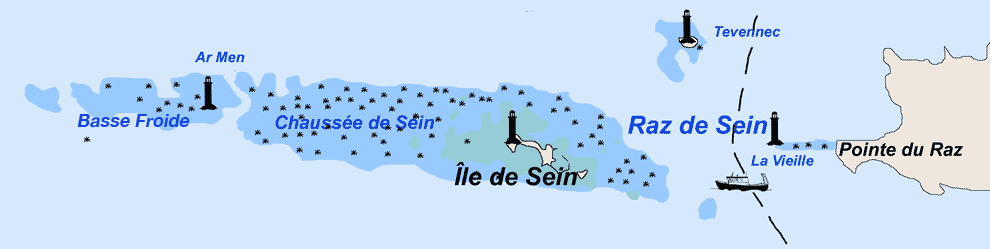
Chaussée de Sein(サン暗礁)

## 歴史

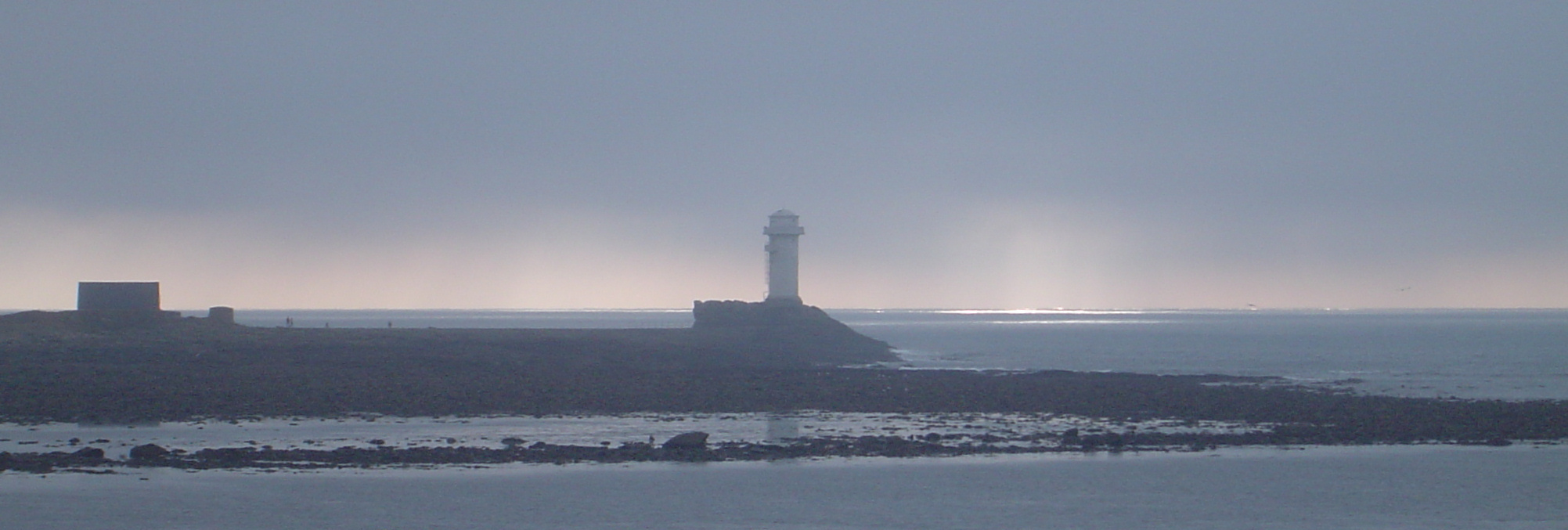
ル・ゲヴール

サン島は古代ローマ人にインスラ・セナ（Insula Sena）と呼ばれた島とされている。1世紀ごろにローマ人の著作家は、この島には生涯の純潔を捧げた9人の巫女が司るガリアの神の神託が伝えられると記している。彼女たちはガリセナエと呼ばれたドルイドの巫女で、ガリア人によってSènes（セーヌ）と呼ばれていた。
19世紀、海上貿易の成長と科学の発達に伴い島の周辺に一連の灯台が設置された。このうちアル＝マン灯台は同じ名の岩の上に1867年に建てられたものであり、1881年に初点灯されている。この灯台はイギリス海峡からブルターニュ半島の先端へ至る海道の終着点を示している。
サン島は、シャルル・ド・ゴール将軍の呼びかけに応じて島を発った漁師124人によって栄光の時代を経験している。彼らは1940年6月18日のド・ゴールの召集に応じてそれぞれのボートで出港し、一人の例外もなくイギリスに到達した。彼らは最初にイギリスに馳せ参じたフランス人に含まれている。ド・ゴールの呼びかけの数日後にはロンドンに到着した者のうち25%はサン島の者であったため、彼らはド・ゴールによる「サン島とはフランスの1/4のことである」という賛辞に浴することとなった。サン島は、コンパニョン・ド・ラ・リベラシオン勲章を受けた5自治体のうちの1つである。
20世紀前半には、自治体の存続を脅かしかねない人口減少を経験した。1936年の調査では1300人であった人口は2004年時点で230人となっている。この人口減少の主たる原因には、島および周辺で魚類・甲殻類の漁獲高が減少し、漁師たちが次第に島を離れざるを得なかったことが挙げられる。また、島の生活の厳しさに対して訴求力を増している本土での暮しの魅力も人口減少を促した大きな要素のひとつである。

## 行政
行政上においてはコミューンとしてのイル＝ド＝サンは、コルヌアイユ地方・シザン岬地域の一部であり、ポン＝クロワ小郡に属する。サン島はアルモリカ自然公園（イロワーズ海洋自然公園の一部）に含まれ、ポナン諸島（ウェサン島、モレーヌ島、サン島、グロワ島、バト島、アル島、ウア島、オエディック島、ベル＝イル＝アン＝メールの総称）のひとつである。

### 統計

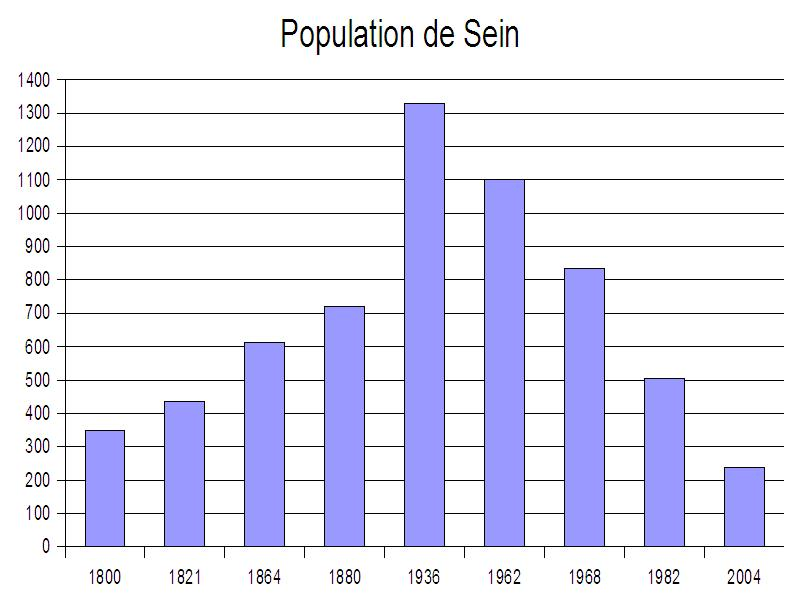

島の人口統計はコミューンの人口変動を示した右グラフに示す通りである。夏季には観光による著しい増加が見られる。

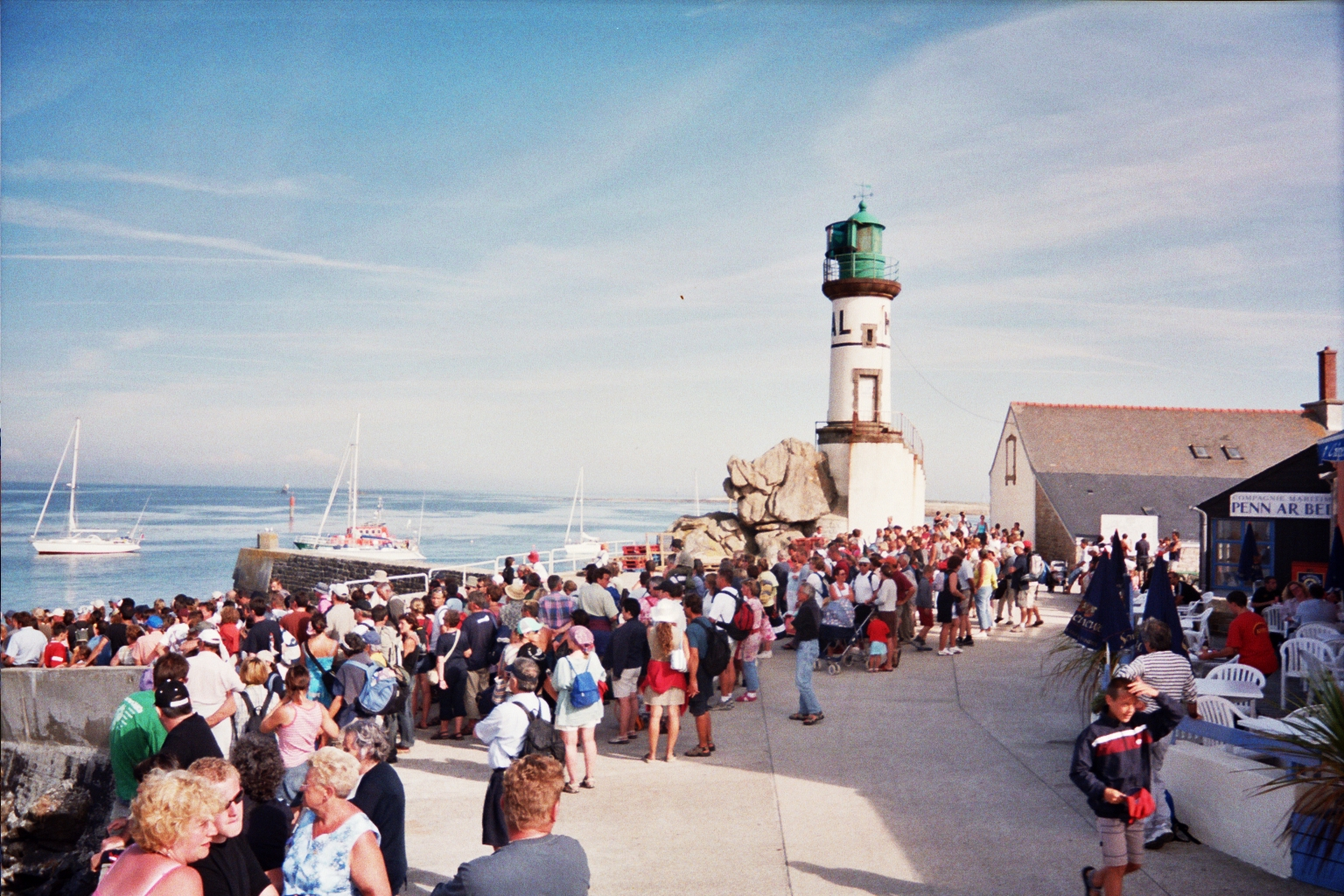
メン・ブリアル灯台と観光客

## 島としての特徴
サン島では風が非常に強く吹く。島には樹木や茂みがなく、僅かに生垣があるのみである。かつて農夫がオオムギやジャガイモを栽培していた低い防風壁に囲まれた小さな農地がそこかしこに放置されている。島の僅かな土地はイバラや藪に覆われている。石の低い垣が残る場所ではその陰にキンセンカが咲き、春にはヒナギクが芽を吹く。石垣の崩れた場所では植物の背丈は極めて低いものとなる。起伏を欠いた島の地形は大波の危険に曝されており、こうした波はしばしば島を襲って家屋へ押し寄せ、砂浜や港を荒らしている。砂を含む突風から住宅を守るために、家々のファサード間隔は最小限になっている。
一帯の生物多様性が豊かであり、1988年にイロワーズ海および近隣のウェサン島、モレーヌ諸島と共にユネスコの生物圏保護区に指定された。

### 交通
天候が船の運航に適さない場合を除き、20km南の本土にあるオディエルヌ＝サンテヴェット港（エスキビアン）との間を結ぶ便が毎日運航されている。

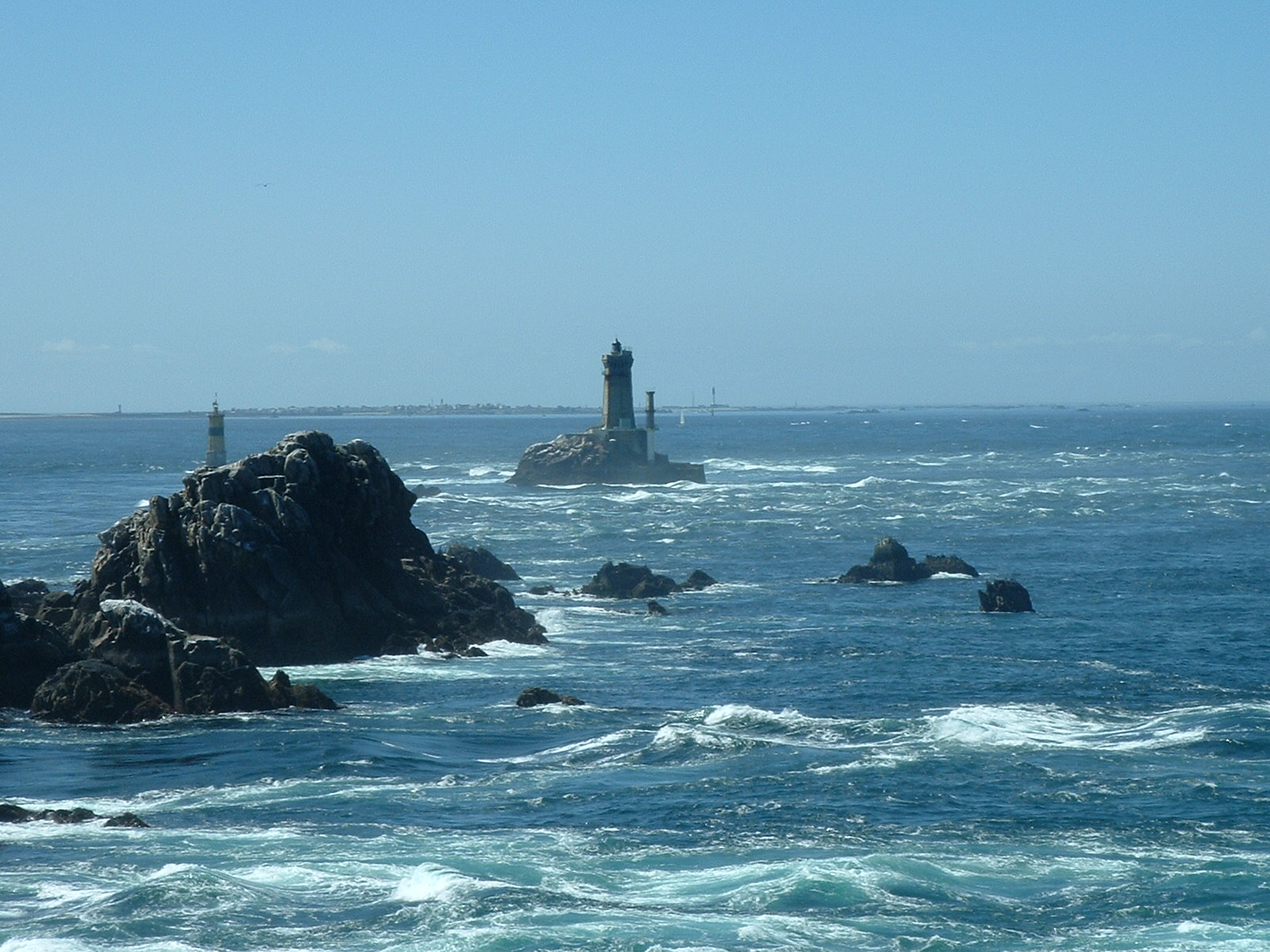
ラ岬からサン暗礁を望む

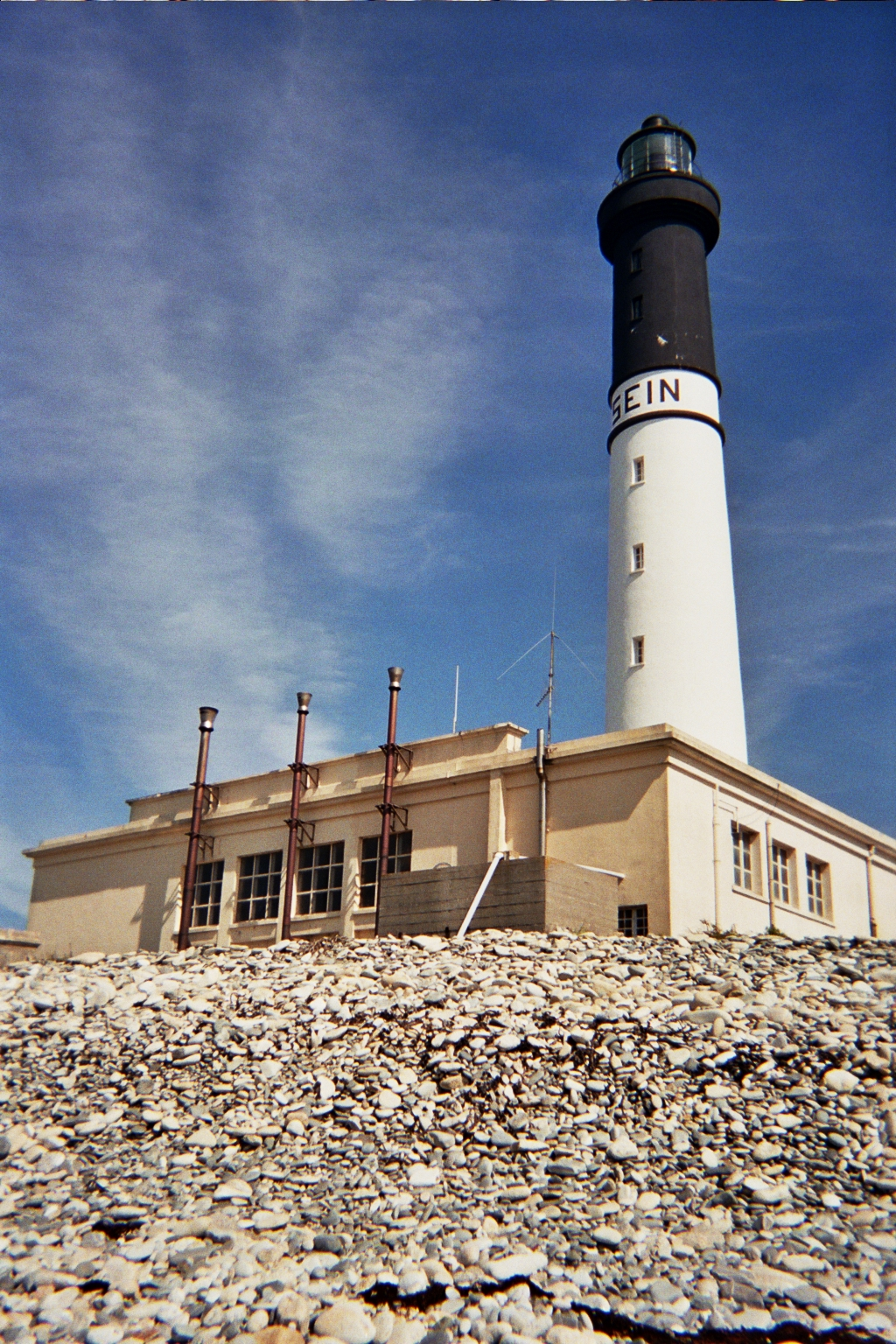
島の灯台は、火力発電所を擁する

### 活動
サン島の人口は冬期はおよそ100人ほどで、夏期には1,500人ほどになる。自転車と自動車の使用は禁じられており、島民の移動手段は徒歩のみである。とはいえ漁業用とプレジャー・ボートのほかに一部、小さなタンク付きトラックが燃料や荷物輸送のために利用されている。
サン島は、本土の電力供給網からは独立している。島の電力は灯台に付設された火力発電所で発電され、住宅約300戸と商業施設（食料品店、カフェ、レストラン）へ供給される。上水道は逆浸透膜による海水の淡水化で生み出されている。このシステムは多くの電力を要するが、これも発電で賄われる。
サン島の第一の産業は観光業である。年間で何万という人々が、主に夏の期間に島を訪れる。観光の恩恵によってカフェ、ホテル、レストラン、あるいは別荘の維持運営が行われているが、同時に特に水の淡水化を初めとして多くのエネルギーが必要となっている。

## 文化

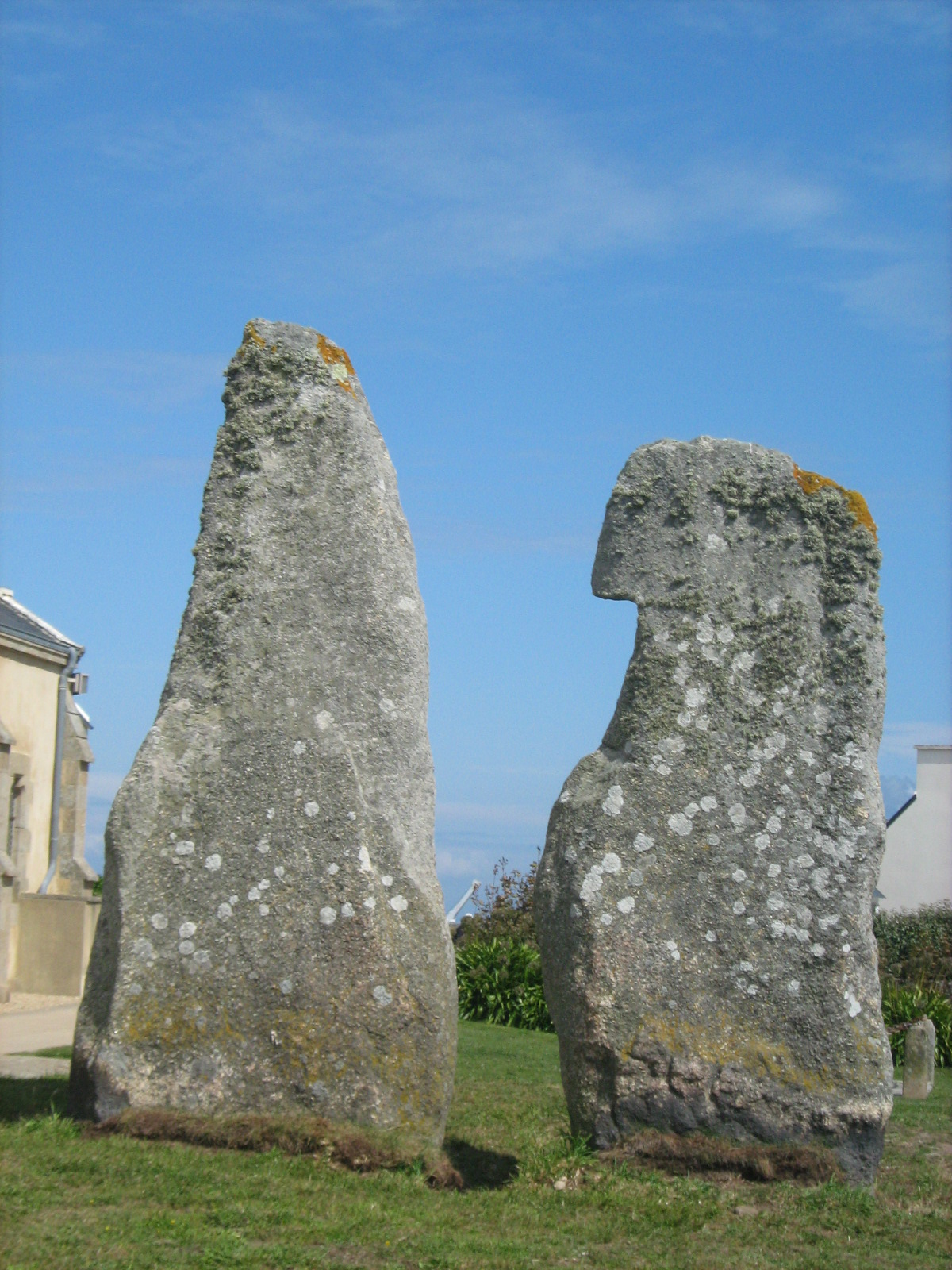
コーズール（議論する人々）と呼ばれる、島に残る列柱

サン島は、海軍公式画家ジャン・リゴーやその友モーリス・ボワトルといった多くの芸術家らを触発してきた。
かつて、サン島はフランスの最も美しい村の称号を得ていた。これは質の高い景観や歴史・文化を持つ、フランスの小規模ながら豊かな自治体を周知するために、独立機関が選出しているものである。
また、サン島は歌手ルイ・カパールと、バンドのトリ・ヤン（ブルターニュの伝統的なケルト音楽を演奏する）が歌った曲マリー＝ジャンヌ＝ガブリエル（Marie-Jeanne-Gabrielle）の中に歌われている。
作家アンリ・クフェレク(Henri Queffélec)はサン島について二篇の小説を著している。